# Карамышев, Александр Матвеевич
Алекса́ндр Матве́евич Кара́мышев (1744—1791) — российский естествоиспытатель (химик, металлург, минералог, ботаник). Доктор медицины, член-корреспондент Петербургской академии наук (1779), корреспондент Шведской королевской академии наук; ученик Карла Линнея. Преподаватель химии и металлургии в Горном училище в Санкт-Петербурге с момента открытия этого учреждения. Первооткрыватель руд кобальта в России. По оценке авторов книги о Карамышеве, вышедшей в издательстве «Наука» в серии «Научно-биографическая литература» в 1975 году, — выдающийся минералог-экспериментатор, человек исключительной талантливости, «исследователь с исключительно широким кругозором и неутомимой энергией».
По мнению ботаника Евгения Боброва, Александра Карамышева можно считать первым в истории ботаники учёным, опубликовавшим «флору России» — обзорный список растений, встречающихся на территории Российской империи.

## Биография

### Ранние годы
Александр Матвеевич Карамышев родился в 1744 году; точная дата и место его рождения неизвестны. Происходил из мелкопоместных служивых дворян; его отец, Матвей Карамышев, был горным специалистом — сначала в чине шихтмейстера (чин XIV класса, низший чин горной табели о рангах), позже в чине берг-гешворена (чин XI класса). Известен текст его прошения от июня 1750 года, в котором он пишет о «считании его в шляхетстве и награждении деревнями». По всей видимости, помимо дворянской грамоты Матвею Карамышеву были выделены и деревни: известен послужной список его сына, в котором говорится о владении «13 мужеска пола душ в Челябинском уезде, Екатеринбургской области, да в Тобольском уезде 6 душ».
Матвей Карамышев умер в начале 1750-х годов, почти не оставив состояния, после чего его сын «из милости» воспитывался в доме богатого помещика Евдокима Яковлевича Яковлева (1692—1764), жена которого была очень близкой подругой Евдокии Лукьяновны, матери Александра Карамышева. Здесь же подолгу в положении «приживалки» жила и сама Евдокия Лукьяновна. Незадолго до своей смерти (когда Карамышев уже был в Швеции) Яковлев «завещал» в жёны своему воспитаннику свою малолетнюю дочь Анну.
Александр Карамышев получил начальное образование в Екатеринбургском горном училище, затем окончил в Екатеринбурге словесную и арифметическую школы, после чего в 1756 году был принят в «Латинский класс» гимназии при Московском университете, которая была открыта всего за год до этого.

### Учёба за границей
В июле 1758 года по результатам обучения в высшем латинском классе гимназии Карамышев вместе с тремя другими учениками (среди которых — Матвей Афонин, будущий товарищ Карамышева по учёбе в Кёнигсберге и Уппсале) был торжественно награждён золотой медалью и «послан Московским императорским университетом в Кёнигсбергский университет без предписания, каким предметам … учиться». Такой выбор учебного заведения был обусловлен как объективными причинами — это было уважаемое старинное учреждение, славившееся своей профессурой, — так и текущими политическими факторами: в начале 1758 года Кёнигсберг, как и почти вся Восточная Пруссия, были заняты российскими войсками в ходе Семилетней войны, во время которой Российская империя выступала в союзе с Австрией, Францией и Швецией против Пруссии и Великобритании. Карамышев и Афонин жили и учились в Кёнигсберге с сентября 1758 по июль 1761 года. Первый год они занимались только языками, немецким и латинским: лекции здесь читали на этих языках, причём большей частью на немецком, которого они не знали. После сдачи языковых экзаменов они были приняты в студенты; слушали лекции по философии, математике, логике, экспериментальной физике, а также по онтологии, космологии и психологии.

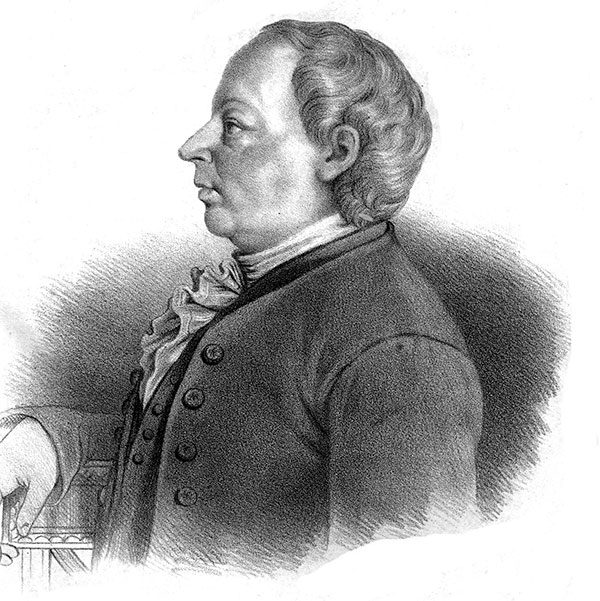
Ю. Валлериус, преподаватель «доцимастики» и металлургии

В 1761 году Карамышев и Афонин по распоряжению основателя Московского университета Ивана Ивановича Шувалова были направлены в Швецию (которая в этот период продолжала оставаться для России союзным государством), в Уппсальский университет, «для изучения земледелия и так называемых горных наук». Прибыв в Швецию в середине июля, до октября по причине учебных каникул они жили в Стокгольме у российского чрезвычайного посланника графа Ивана Андреевича Остермана, а затем с рекомендательным письмом были направлены в Уппсалу к профессору Юхану Ире. Своё обучение они начали с естественной истории под руководством знаменитого Карла Линнея, исходя из того, что этот предмет является введением в изучение специальных предметов. Одновременно они занимались минералогией у адъюнкта химии Андерса Тидстрёма, ученика Линнея. Окончив курс естественной истории, они прослушали два курса Юхана Валлериуса, известного химика, минералога и фармацевта: пробирной химии («курс доцимастики»), затем курс металлургии; помимо лекций, курсы включали и практические занятия. Кроме того, Карамышев и Афонин изучали шведский язык, слушали лекции «по применению минералов в хозяйстве» и участвовали в семинарах по экономике; среди их преподавателей можно отметить химика Торберна Бергмана. Все годы учёбы они жили в доме профессора Ире.

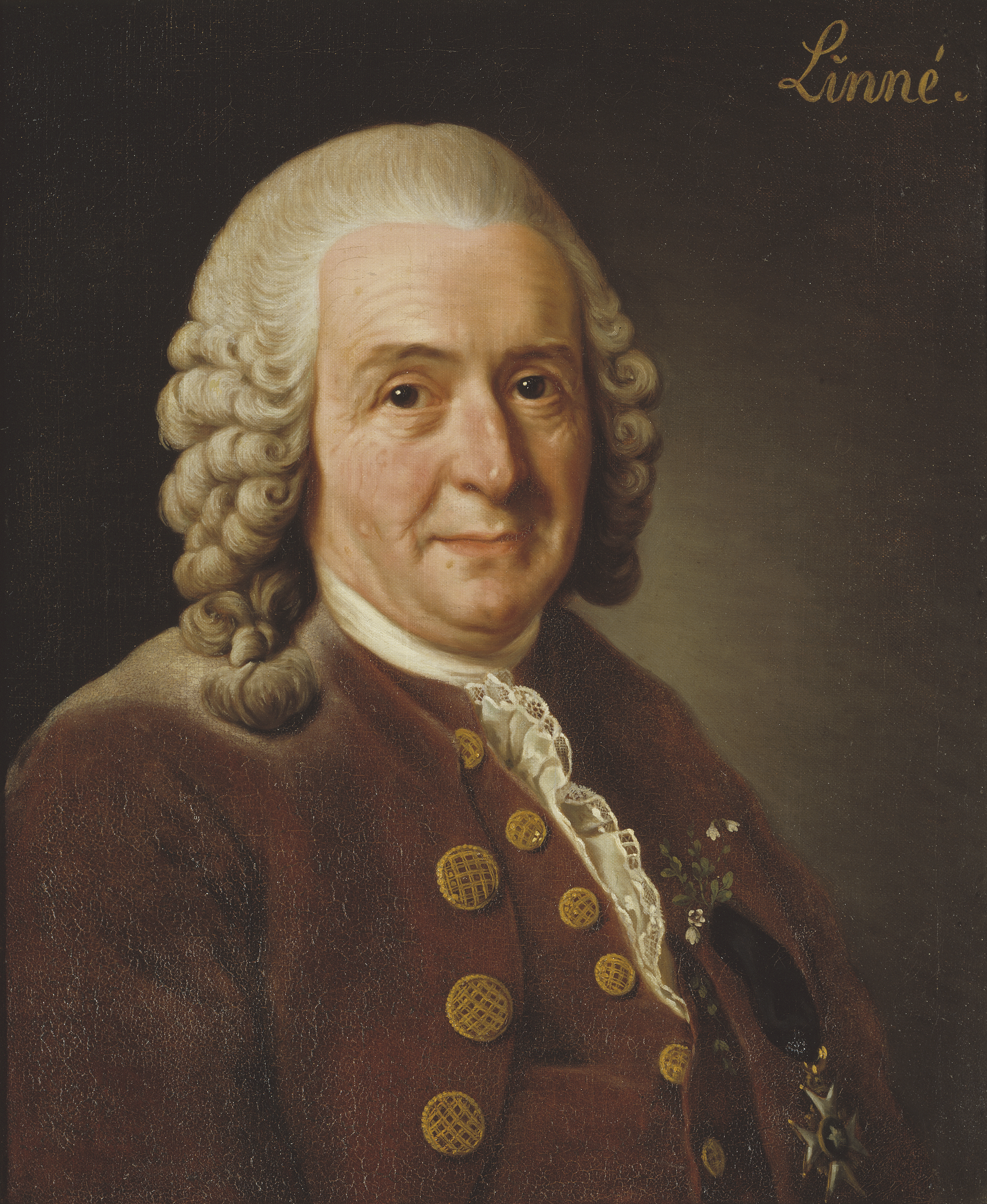
К. Линней, руководитель докторской диссертации Карамышева

Руководителем докторской диссертации Карамышева был Линней; ему, скорее всего, как это обычно бывало в то время, принадлежала и идея работы над этой темой, и существенная часть использованных в диссертации материалов. Известно, что в 1764 году Линней писал Эрику Лаксману (шведскому пастору на русской службе, известному естествоиспытателю) в Барнаул о том, что для защиты диссертации собирается дать своему ученику какую-нибудь тему, связанную с естественной историей Сибири, и просил выслать в Швецию в связи с этим некоторые материалы. Для истории ботаники особый интерес представляет последний параграф диссертации, в котором приведён систематический список из 351 вида растений; хотя этот раздел называется Flora Sibirica («Сибирская флора»), в действительности список не имеет особой привязки к Сибири и по сути представляет собой перечень растений, встречающихся в России в целом; по мнению советского ботаника Евгения Боброва, его можно считать первой в истории науки опубликованной флорой России. Защита диссертации Dissertatio academica demonstrans Necessitatem promovendae Historiae Naturalis in Rossia (с лат. — «Академическая диссертация, показывающая необходимость развития естественной истории в России») состоялась на медицинском факультете Уппсальского университета 16 мая 1766 года.
Защита диссертации обозначала окончание обучения в университете, однако Карамышев, получив новые указания из России, вернулся на родину только через пять лет. Точных данных о его перемещениях нет, однако известно, что он ездил в Дрезден, а осенью 1768 года находился в Фалуне (Швеция), обучаясь у местного маркшейдера «начальным основам маркшейдерского дела».

### На службе в России

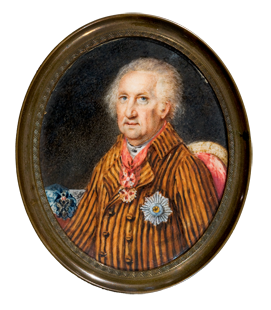
М. Ф. Соймонов, президент Берг-коллегии

В Москву Карамышев вернулся в конце 1771 года. 7 декабря ему был присвоен горный чин маркшейдера «капитана-поручья ранга», а 15 декабря он принёс «клятвенное обещание» — подписал документ о присяге при вступлении на государственную службу. Зимой 1772 года, по поручению М. Ф. Соймонова, президента Берг-коллегии, Карамышев ездил в Олонецкий уезд на закрытый золоторудный Воицкий рудник (ныне — близ посёлка Надвоицы, Республика Карелия) с целью определения его состояния. После осмотра рудника Карамышев доложил, что добыча золота велась «с неисправностью и неискусством». Начальство было довольно результатами поездки, Карамышев получил повышение.
С 1773 по 1778 год он состоял на должности маркшейдера при Берг-коллегии. Одновременно Карамышев с 1774 года (с момента открытия) до 1779 года преподавал химию и металлургию в Горном училище, первом в Российской империи высшем учебном заведении горного профиля (сейчас — Санкт-Петербургский горный университет), был членом Учёного собрания училища. При обучении упор делался на практику. Студенты должны были уметь обращаться с химической посудой, знать свойства «земли солей, камней, металлов», разбираться в устройстве различного вида печей, иметь знания «о толчении, промывании, пожигании, сплавке и очищении руд», уметь определять минералы с помощью паяльной лампы. В химической лаборатории Берг-коллегии, которая была размещена в одном из зданий Горного училища, Карамышев вместе с несколькими специально обученными им лаборантами выполнял анализ руд по заданию коллегии (после его ухода преподавание химии было отделено от преподавания металлургии, при этом химию и пробирное искусство стал преподавать Матвей Афонин, переехавший для этого в столицу из Москвы, а металлургию и горное искусство — Фёдор Моисеенков, выпускник Фрайбергской горной академии).
В 1779 году Карамышев был назначен директором только что учреждённой иркутской банковской ассигнационной конторы и занимал эту должность с некоторыми перерывами до 1789 года. Как сказано в посвящённой ему статье в Русском биографическом словаре (1897), «в Иркутске около Карамышева группировались местные представители умственных и литературных интересов». В 1780—1781 годах Карамышев был временно назначен на должность начальника Нерчинских горных заводов. В Нерчинске он занимался приведением в порядок серебряных рудников, находившихся в запущенном состоянии; за то недолгое время, что он здесь был, ему удалось существенно поднять их производительность, кроме того, им было открыто пять новых рудников. По воспоминаниям его жены, когда срок пребывания их в Нерчинске подошёл к концу, каторжники расставались с Карамышевым со слезами, говорили ему, что, мол, «мы до тебя были голодны, наги и босы и многие умирали от стужи! Ты нас одел, обул, даже работы наши облегчал по силам нашим, больных лечил, завёл для нас огороды … и мы не хуже ели других. И мы знаем, что ты много твоего издерживал для нас и выезжаешь не с богатством, а с долгами…»
После того, как в 1790 году иркутская ассигнационная контора была закрыта, Карамышев был назначен в Горную экспедицию по Колывано-Воскресенским заводам (в составе Кабинета Его Императорского Величества) в чине коллежского советника.
Известно, что Карамышев производил опыты, подтверждающие сгораемость алмазов.
С 12 октября 1779 года — член-корреспондент Петербургской академии наук (по данным Российской академии наук, по данным Русского биографического словаря — с 21 июня 1779 года). Корреспондент (adscriptus) Шведской королевской академии наук. Член Императорского Вольного экономического общества, принимал в его деятельности активное участие. Член Берлинского общества любителей естествознания.
Скончался 22 ноября 1791 года в Санкт-Петербурге. Похоронен на Смоленском кладбище.

## Библиография

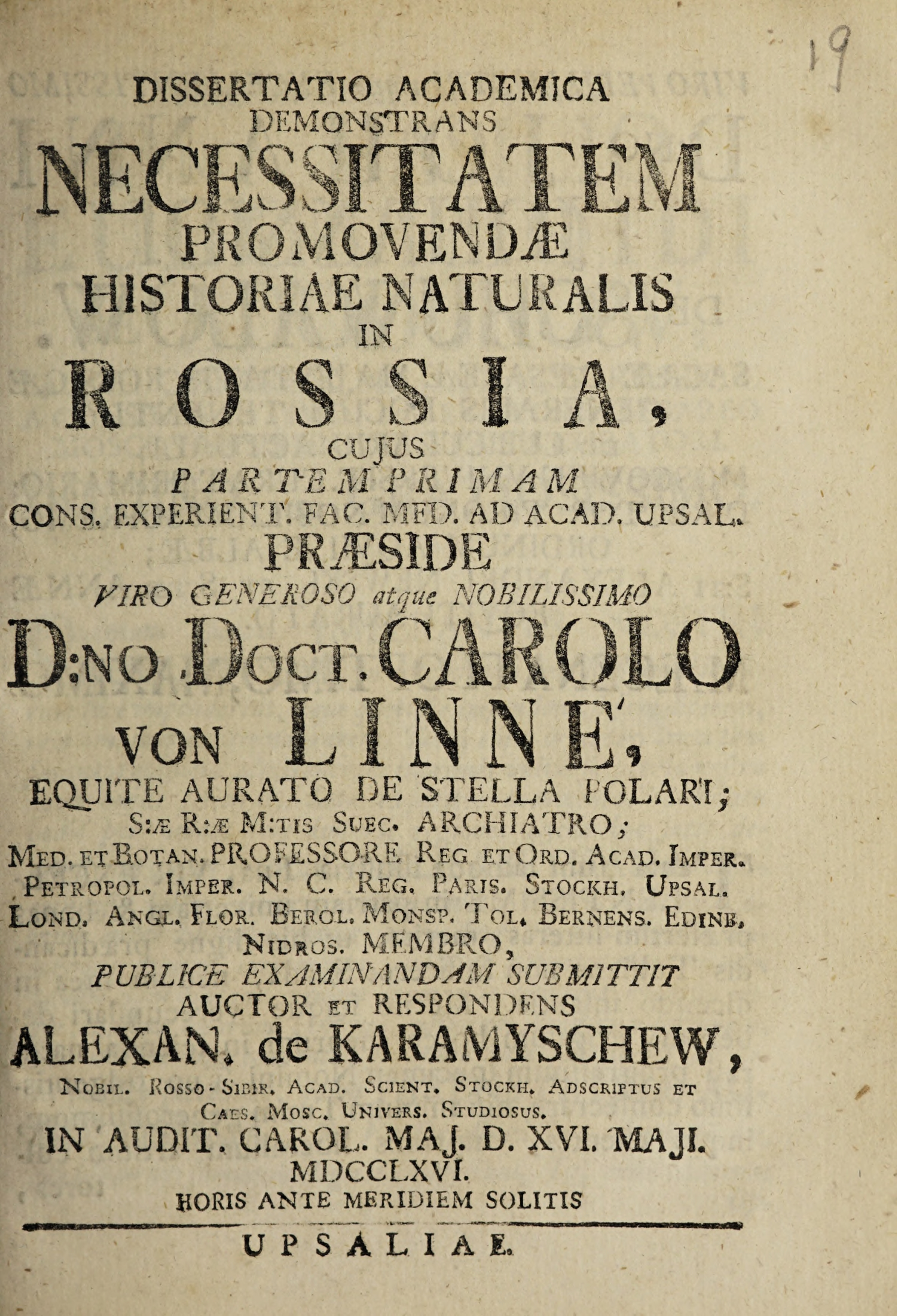
Титульный лист диссертации Александра Карамышева (1766)

## Семья

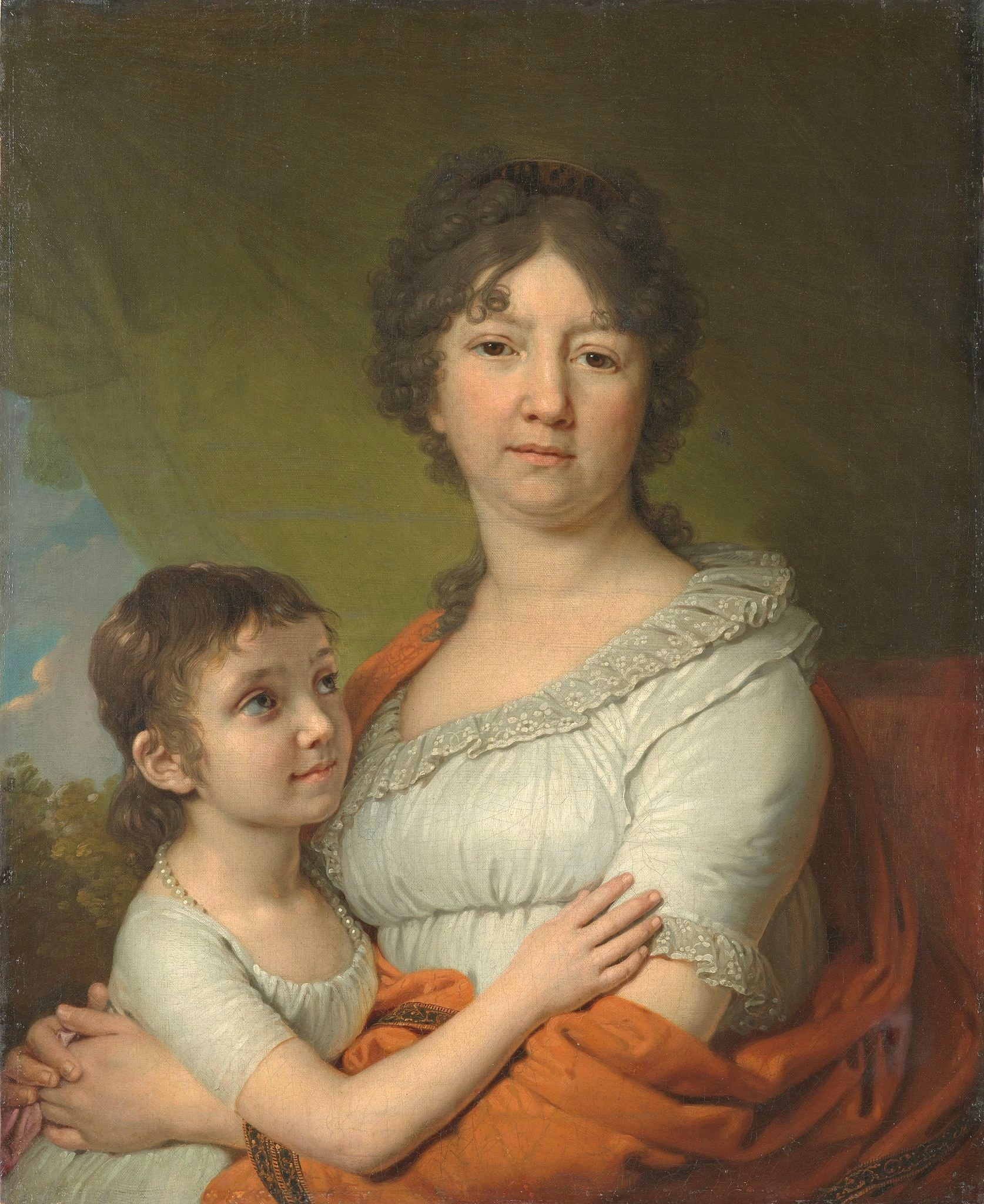
Анна Лабзина (Карамышева, урожд. Яковлева) с воспитанницей на портрете 1803 года. Художник В. Л. Боровиковский

Жена — Анна Евдокимова Карамышева (28 ноября 1758 — 3 октября 1828), в девичестве Яковлева, с 1794 года — Лабзина. Детей у них не было.
Карамышев (которому малолетняя Анна была «завещана в жёны» её отцом) женился на ней 21 мая 1772 года, когда ей было 13 лет. Она сопровождала его во многих поездках, в том числе жила с ним в Иркутске и Нерчинске. В 1794 году, через три года после смерти мужа, вышла замуж за философа и писателя Александра Фёдоровича Лабзина (1766—1825), одного из крупнейших деятелей русского масонства. После смерти Лабзиной были опубликованы её воспоминания (в 1903 году частично, в 1914 году — полностью), в которых дана крайне негативная характеристика личностных качеств её первого мужа. По мнению литературоведа Юрия Лотмана, эти воспоминания, однако, не столько характеризуют самого Александра Карамышева, сколько отражают глубокий конфликт между религиозно-мистическим мировоззрением жены и антирелигиозным и прагматическим мировоззрением учёного-естествоиспытателя, каким был её муж. Лотман назвал отношения супругов «драматическим столкновением двух культур, не имеющих общего языка и даже не обладающих самой элементарной взаимной переводимостью», а попытки Карамышева «отучить» жену от различных «предрассудков» (он, к примеру, не только не постился сам, но и заставлял жену, несмотря на её слёзы, есть скоромную пищу в пост) Лотман называет прямолинейностью и грубым насилием. В обличительных речах, с которым выступает в своих мемуарах Анна Евдокимовна, отсутствует даже надежда на диалог между супругами: «Я за тобой девятый год и не видала, когда б ты хоть перекрестился; в церькву не ходишь, не исповедуешься и не приобщаешься. … Нет мне, несчастной, никакой надежды к возвращению моего потерянного спокойствия».

## Память
В честь Александра Карамышева названы род растений Karamyschewia Fisch. & C.A.Mey. (1838) из семейства Мареновые (позже это название вошло в синонимику рода Oldenlandia L.) и вид Triticum karamischevii Nevski (1935) из семейства Злаки (позже это название вошло в синонимику вида Triticum dicoccum (Schrank) Schübl.).